# Tonsură

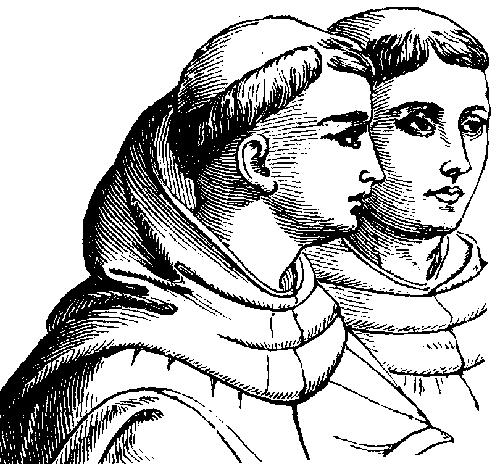
Tonsura romană (catolicism)

Tonsura reprezintă practica de a tăia sau rade parțial sau integral părul de pe scalp ca semn de devoțiune religioasă sau umilință. Etimologia se regăsește în cuvîntul latin tonsura (= „tundere”/„forfecare”) și privește o practică specifică din catolicismul medieval, abandonată prin ordin papal în 1972. 
Original, în primele sale mențiuni în sursele grecești și romane, era folosită ca semn distinctiv pentru sclavi. Tonsura se poate referi și la practica seculară de a rade tot scalpul sau o parte din acesta pentru a arăta sprijin sau simpatie în legătură cu doliul. În prezent se referă mai degrabă la tăierea sau bărbieritul pentru călugări, devotați și mistici de orice religie în semn al renunțării lor la moda și stima lumească.
Tonsura este încă o practică tradițională în catolicism, practicată de anumite ordine religioase (cu permisiunea Sfîntului Scaun). De asemenea, este folosit în mod obișnuit în Biserica Ortodoxă Răsăriteană pentru membrii nou botezați și este frecvent folosit pentru novici, și călugări/ițe budiști. Rasul complet al capului chel sau simpla scurtare a părului există de asemenea ca o practică tradițională în Islam după finalizarea Hajj-ului și este practicată și de o serie de ordine religioase hinduse.

## În creștinism

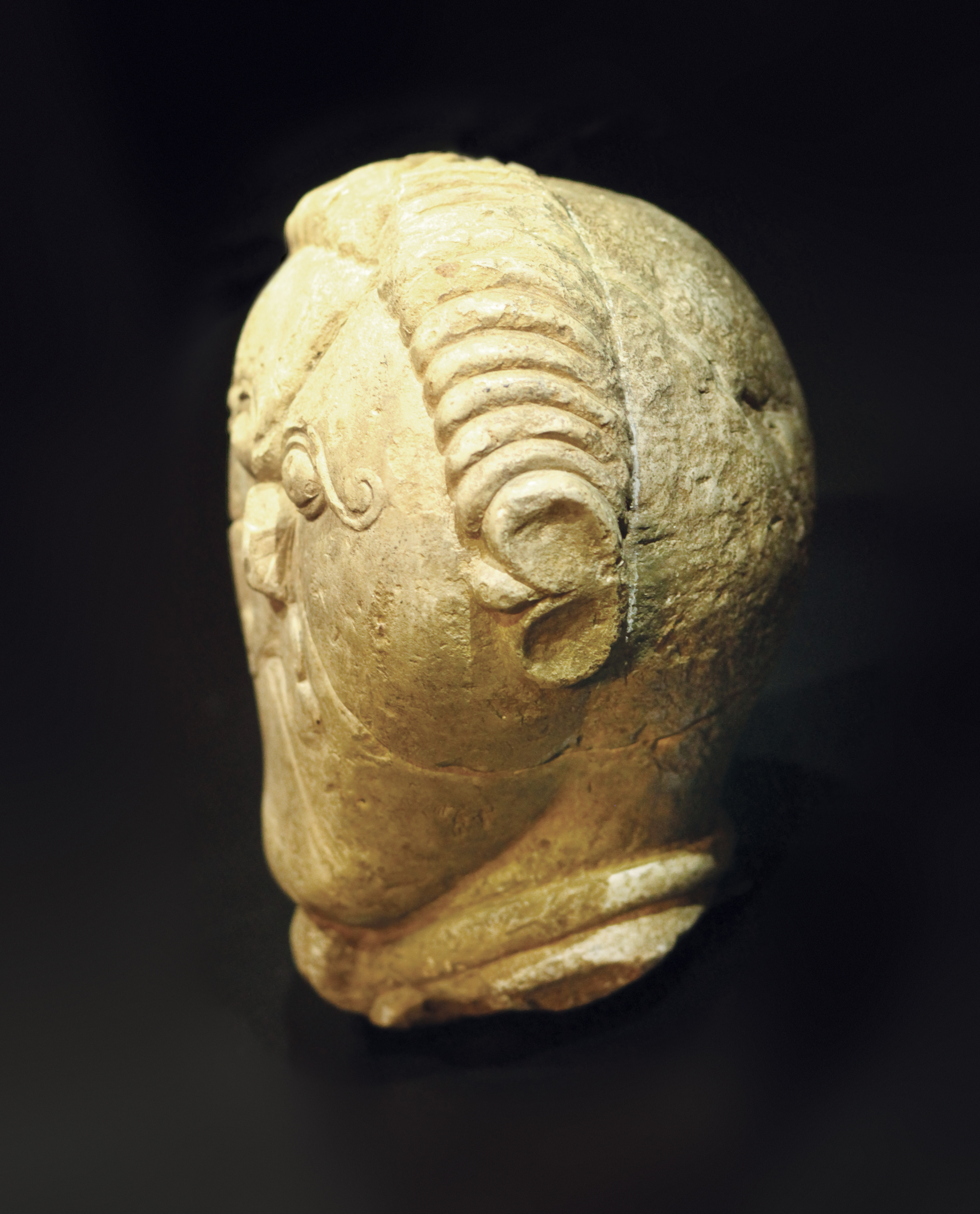
Cap de piatră celtic din Boemia (150–50 î.Hr.), care posibil ilustează forma tonsurii creștine celtice ulterioare

### Evoluție
Nu se știau prea multe despre tonsură în antichitate. În secolele al VII-lea și al VIII-lea existau trei tipuri de tonsură cunoscute:
- Tonsura orientală - raderea întregului cap. Acest lucru a fost observat în bisericile orientale, inclusiv în Biserica Ortodoxă de Răsărit și în Bisericile Catolice de Rit Oriental
- Tonsura celtică, a cărei formă exactă nu este clară din surse, dar care implica într-un fel rasul capului de la o ureche la alta.[4] Forma poate ar fi fost semicirculară, arcuindu-se înainte pornind de la o linie dintre urechi, dar o altă sugestie populară, mai puțin confirmată în surse, propune întreaga frunte era rasă până la urechi. Tonsura celtică era purtată în Irlanda și Marea Britanie și era legată de setul distinct de practici cunoscute sub numele de creștinism celtic. Tradiția romană s-a opus acesteia, dar mulți adepți ai tradiției celtice au continuat să mențină vechea metodă până în secolele al VIII-lea și al IX-lea.
- Romanul : aceasta consta în raderea doar a creștetului capului, pentru a permite părului să crească sub formă de coroană. Acest lucru este susținut a-și avea originea în Sfântul Petru și este practica Bisericii Latine a Bisericii Catolice.[necesită citare]